# جون لوف (لاعب كرة قدم أمريكية)
جون لوف (بالإنجليزية: John Love) هو لاعب كرة قدم أمريكية أمريكي، ولد في 24 فبراير 1944 في ليندن في الولايات المتحدة.

## وصلات خارجية
- جون لوف على موقع مرجع كرة القدم المحترفة.كوم (الإنجليزية)